# Assier
Assier è un comune francese di 717 abitanti situato nel dipartimento del Lot, nella regione dell'Occitania.

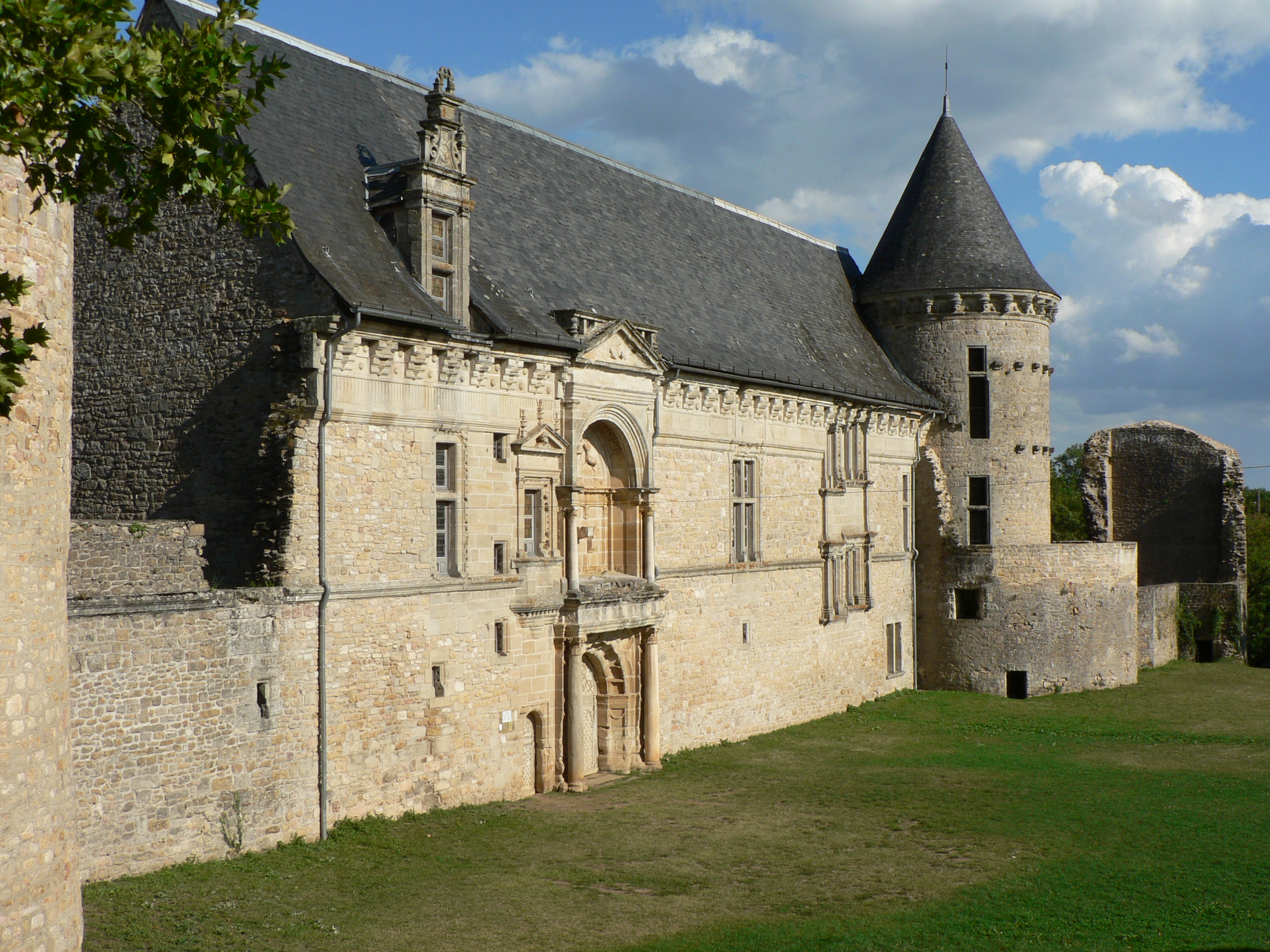
Il castello di Assier

## Società

### Evoluzione demografica
Abitanti censiti